# Laura Knight
Laura Knight, född 4 augusti 1877 i Long Eaton, Derbyshire, död 7 juli 1970 i London, var en brittisk konstnär. 
Hon är främst känd för sina målningar av teater- och dansvärlden och som krigsmålare under andra världskriget. 
Hon blev 1936 medlem i Royal Academy of Arts. Hon var den tredje kvinna som blivit medlem av denna akademi, efter Mary Moser och Annie Swynnerton. 
Laura Knight finns representerad vid Victoria and Albert Museum samt National Portrait Gallery. 